# Cochlidium
Cochlidium, rod pravih paprati (papratnice) iz potporodice Grammitidoideae,. dio porodice Polypodiaceae, red Polypodiales. Kew ovaj rod tretira kao sinonim za  Grammitis.
Rod je opisan u Berlin. Jahrb. Pharm. Verbundenen Wiss. 21: 36 (1820). Tipična je Cochlidium graminoides (Sw.) Kaulf., endem sa Jamajke.

## Vrste
1. Cochlidium acrosorum A.Rojas
2. Cochlidium attenuatum A.C.Sm.
3. Cochlidium connellii (Baker ex C.H.Wright) A.C.Sm.
4. Cochlidium furcatum (Hook. & Grev.) C.Chr.
5. Cochlidium graminoides (Sw.) Kaulf.
6. Cochlidium jungens L.E.Bishop
7. Cochlidium linearifolium (Desv.) Maxon ex C.Chr.
8. Cochlidium nervatum A.Rojas
9. Cochlidium proctorii (Copel.) L.E.Bishop
10. Cochlidium pumilum Massee ex C.Chr.
11. Cochlidium punctatum (Raddi) L.E.Bishop
12. Cochlidium repandum L.E.Bishop
13. Cochlidium rostratum (Hook.) Maxon ex C.Chr.
14. Cochlidium seminudum (Willd.) Maxon
15. Cochlidium serrulatum (Sw.) L.E.Bishop
16. Cochlidium tepuiense (A.C.Sm.) L.E.Bishop
17. Cochlidium wurdackii L.E.Bishop

## Sinonimi
- Antrophyum sect.Pleurogramme Blume; Fl. Javae, Fil. 69 (1828)
- Pleurogramme (Blume) C.Presl; Tent. Pterid. 223 (1836)
- Micropteris Desv.; Mem. Linn. Soc. Paris 6: 217 (1827)
- Grammitis sect.Xiphopteris (Kaulf.) C.Presl; Tent. Pterid. 208 (1836)
- Xiphopteris Kaulf.; Berl. Jahrb. Pharm. 21: 35 (1820)
- Stenofilix Nakai; Ord. Fam. Trib. Gen. Sect. nov. ed. 202 (1943)